# Ponte sul Tevere
Il Ponte sul Tevere di Umbertide è una delle più antiche opere della cittadina umbra. La costruzione di questo ponte risale al XII secolo (1189), anno di istituzione del comune. Inizialmente sopra l'ultima arcata del ponte si trovava un'alta torre di difesa munita di ponte levatoio, per difendere il castello di Fratta (attuale centro storico di Umbertide). Il ponte levatoio venne sostituito nel 1602, mentre la torre di guardia venne demolita nel 1823.
Nel 1570 venne costruita, sopra il primo pilone del ponte, un piccolo tempio dedicato alla Vergine del Carmelo, nel quale si celebrava la festa il 15 Agosto di ogni anno.
Il 20 ottobre 1620 una piena del Tevere distrusse la seconda e la terza arcata del ponte, crollò anche una delle torri d'angolo; le spese per la ricostruzione, stimate in settemila scudi, vennero concesse da papa Paolo V, per intercessione di Gio Battista Spoletini, ripartita tra Perugia, Città di Castello , Fratta (Umbertide) e Montone. I lavori di ricostruzione iniziarono il 16 luglio 1614, ma il 30 agosto successivo, una piena distrusse i lavori compiuti. L'opera riprese nel 1617 e terminò nel settembre 1619.
Il ponte subì le piene del Tevere del 7 ottobre 1835, 5 febbraio 1843, 3 novembre 1854 e 14 febbraio 1855. Per evitare danni durante questi fenomeni, si decise di costruire un quarto arco, i lavori terminarono nel 1866.
Tra fine '800 ed inizio '900 l'opera venne affiancata da un altro ponte destinato alla ferrovia, costituito da due piloni di mattoni ed una struttura interamente in acciaio.
Il ponte fu colpito durante il Bombardamento di Umbertide del 25 Aprile 1944. Ad essere centrato fu l'ultimo arco, costruito nel 1866, il quale venne ricostruito nel 1947-1948.